# Андреас Венцел
Андреас Венцел (Планкен, 18. март 1958) је бивши лихтенштајнски алпски скијаш. Био је победник у укупном поретку Светског купа у сезони 1979/80. Занимљиво је да је те сезоне и његова сестра Хани Венцел такође била победница у укупном поретку Светског купа у алпском скијању. Два пута је освајао мали кристални глобус у комбинацији.
Венцел је четири пута учествовао на Олимпијским играма и освојио је две медаље. Спада међу пет најбољих скијаша у својој генерацији. Каријеру је завршио са 14 победа, 48 пласмана међу првих троје и 122 пласмана међу 10 најбољих.

## Освојени кристални глобуси
| Сезона | Дисциплина  |
| ------ | ----------- |
| 1980.  | Укупно      |
| 1984.  | Комбинација |
| 1985.  | Комбинација |

### Победе у Светском купу
14 победа (1 у супервелеслалому, 3 у велеслалому, 4 у слалому, 6 у комбинацији)
| Сезона | Датум              | Место                                | Трка            |
| ------ | ------------------ | ------------------------------------ | --------------- |
| 1978.  | 17. јануар 1978.   | Аделбоден, Швајцарска                | Велеслалом      |
| 1978.  | 6. март 1978.      | Вотервил Вели, САД                   | Велеслалом      |
| 1980.  | 12. јануар 1980.   | Ленгрис, Западна Немачка             | Комбинација     |
| 1980.  | 13. јануар 1980.   | Кицбил, Аустрија                     | Слалом          |
| 1980.  | 08 март 1980.      | Оберштауфен, Западна Немачка         | Велеслалом      |
| 1981.  | 4. јануар 1981.    | Ебнат-Капел, Швајцарска              | Комбинација     |
| 1983.  | 23. фебруар 1983.  | Тернаби, Шведска                     | Слалом          |
| 1984.  | 1. децембар 1983.  | Крањска Гора, Југославија            | Слалом          |
| 1984.  | 20. децембар 1983. | Мадона ди Кампиљо, Италија           | Комбинација     |
| 1984.  | 15. јануар 1984.   | Парпан, Швајцарска                   | Комбинација     |
| 1984.  | 29. јануар 1984.   | Гармиш-Партенкирхен, Западна Немачка | Супервелеслалом |
| 1985.  | 16. децембар 1984. | Мадона ди Кампиљо, Италија           | Комбинација     |
| 1985.  | 6. јануар 1985.    | Ла Монжи, Француска                  | Слалом          |
| 1985.  | 13. јануар 1985.   | Кицбил, Аустрија                     | Комбинација     |